# Lab Story
Lab Story  è una sitcom visibile sul portale Rai Educational de ilD sul tema dell'intercultura che mostra come l'apertura e il dialogo rendano possibile la convivenza nel rispetto delle diversità.
Protagonista della serie è un piccolo gruppo di alunni di una scuola primaria multiculturale di Roma. Il diverso background dei protagonisti genera situazioni divertenti che finiscono sempre per dimostrare che le differenze sono una ricchezza per tutti.